# 石井伸幸
石井 伸幸（いしい のぶゆき、1974年4月23日 - ）は、静岡県出身の元プロ野球選手（投手）。

## 来歴・人物
中学まではサッカー部で、藤枝明誠高から野球部に入部すると3年春に投手となり、夏は県大会1回戦敗退。1992年のドラフト7位で西武ライオンズに入団。
一軍での登板が無いまま、1995年に引退。

## 詳細情報

### 年度別投手成績
- 一軍公式戦出場なし

### 背番号
- 69 （1993年 - 1995年）